# Канадзава
Канадза́ва (яп. 金沢市 Канадзава-си) — центральный город Японии, центр префектуры Исикава. Площадь города составляет 467,77 км², население — 464 420 человек (1 июля 2014), плотность населения — 992,84 чел./км².

## История
Город Канадзава начинает свою историю 500 лет назад, когда буддистская секта Икко построила храм «Канадзава Гобо», образовав тем самым первый в истории Японии независимый район буддистов. В 1583 году у города появился первый начальник — Маэда Тосииэ, во время правления которого, город мог соперничать по экономической развитости с Киото и Токио и занимал 4 место среди самых развитых городов Японии.
Во время Второй Мировой войны город мало пострадал от бомбардировок и сохранил много исторических зданий.

## География

### Физико-географическое положение
Город Канадзава расположен почти в центре Японского архипелага на побережье Японского моря, недалеко от национального парка Хакусан. Город расположен между реками Сай и Асано.

### Климат
Климат мягкий. Температура колеблется — 4 °C в январе; 15 °C в апреле; 25 °C в июле-августе, 15 °C в октябре, 5 °C в декабре. Зафиксированный температурный минимум составил −2,3 °C в 2002 году, максимум 37,5 °C тоже в 2002 году. Средняя влажность составляет 73 %.
| Показатель              | Янв. | Фев. | Март | Апр. | Май  | Июнь | Июль | Авг. | Сен. | Окт. | Нояб. | Дек. | Год  |
| ----------------------- | ---- | ---- | ---- | ---- | ---- | ---- | ---- | ---- | ---- | ---- | ----- | ---- | ---- |
| Средний максимум, °C    | 6,1  | 6,5  | 10,5 | 17,4 | 22,2 | 25,2 | 29,4 | 31,2 | 26,7 | 20,9 | 15,3  | 9,8  | 18,4 |
| Средняя температура, °C | 2,9  | 2,9  | 6,0  | 12,1 | 17,0 | 20,8 | 25,2 | 26,6 | 22,1 | 16,1 | 10,8  | 6,0  | 14,0 |
| Средний минимум, °C     | 0,1  | 0,0  | 2,0  | 7,3  | 12,2 | 17,0 | 21,6 | 22,7 | 18,5 | 12,2 | 7,0   | 2,8  | 10,2 |
| Норма осадков, мм       | 293  | 195  | 156  | 147  | 150  | 207  | 250  | 171  | 247  | 202  | 265   | 305  | 2588 |
| Источник: World Climate |      |      |      |      |      |      |      |      |      |      |       |      |      |

## Образование
Канадзава считается одним из интеллектуальных центров Японии. В Канадзаве находится 12 высших учебных заведений, включая институты ускоренного обучения. Кроме того, в учебных заведениях учится много иностранных студентов и специалистов по японскому языку и культуре. Государственный университет и муниципальная художественная Академия Канадзавы гордятся своими историческими традициями.

## Достопримечательности

### Ниндзя-дэра
Одна из основных достопримечательностей Канадзавы — храм Ниндзя-дэра или в другом чтении Мёрюдзи(яп. 妙立寺) Храм принадлежит буддийской школе Нитирэн. Храм был построен по повелению даймё Маэды Тосицунэ в 1643 году рядом с его родовым замком в Канадзаве. Со стороны кажется, что храм двухэтажный, но на самом деле это четырёхэтажное здание с семиуровневой внутренней структурой, состоящей из 23 комнат и 29 лестничных пролетов(скрытые помещения, секретные коридоры и ловушки). В храме есть колодец с питьевой водой и туннель, ведущий в замок Канадзава.

### Кэнроку-эн

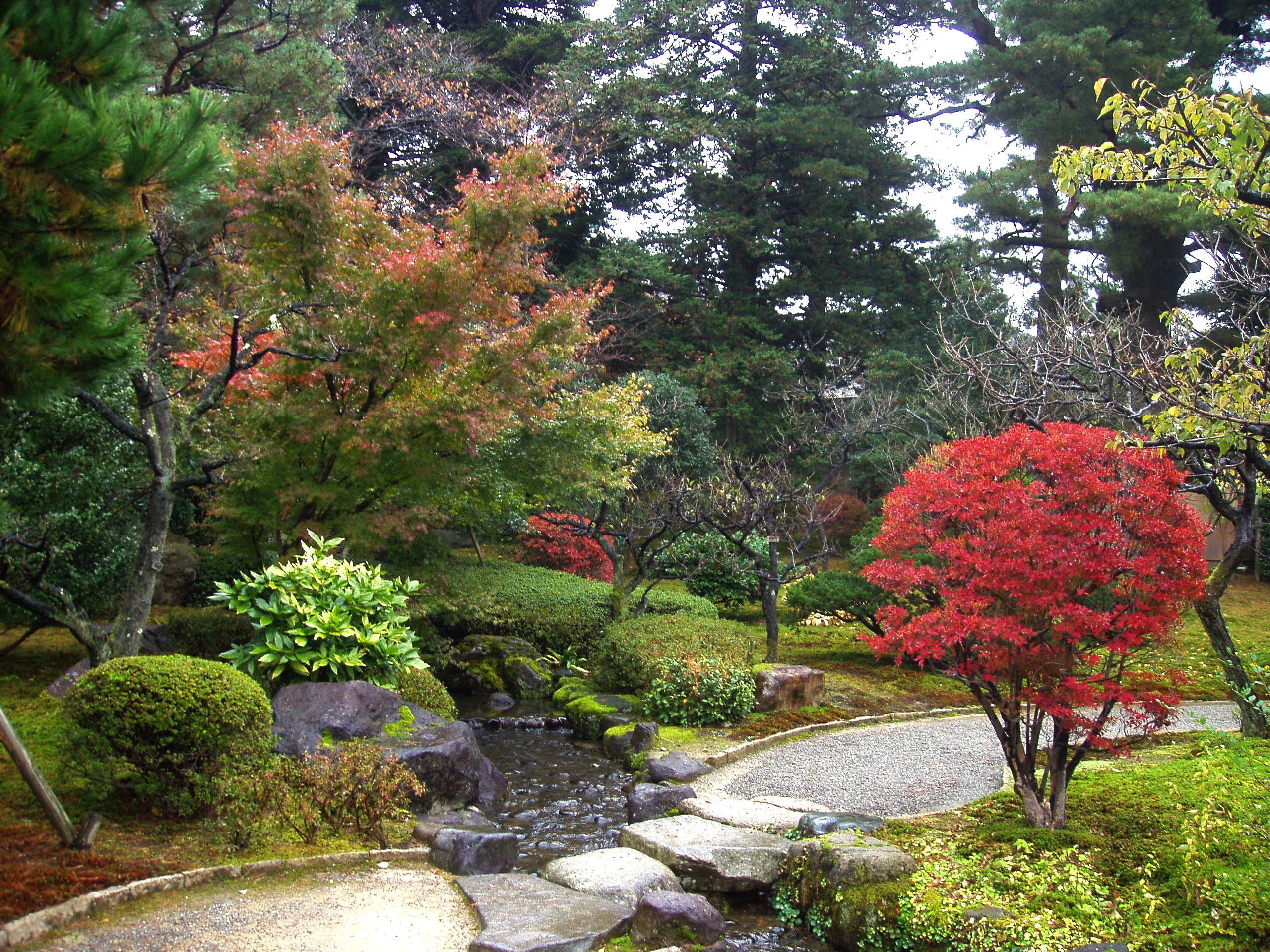
Парк Кэнроку-эн

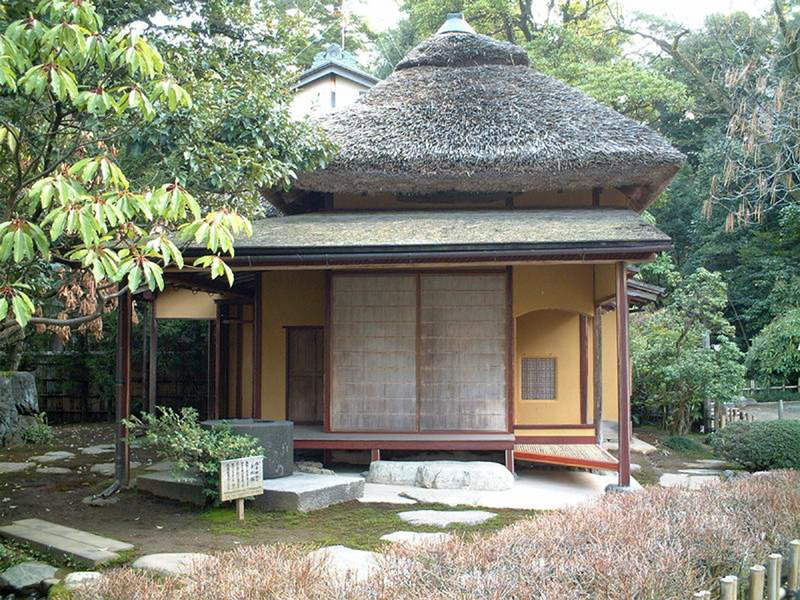
Чайный домик в парке Кэнроку-эн

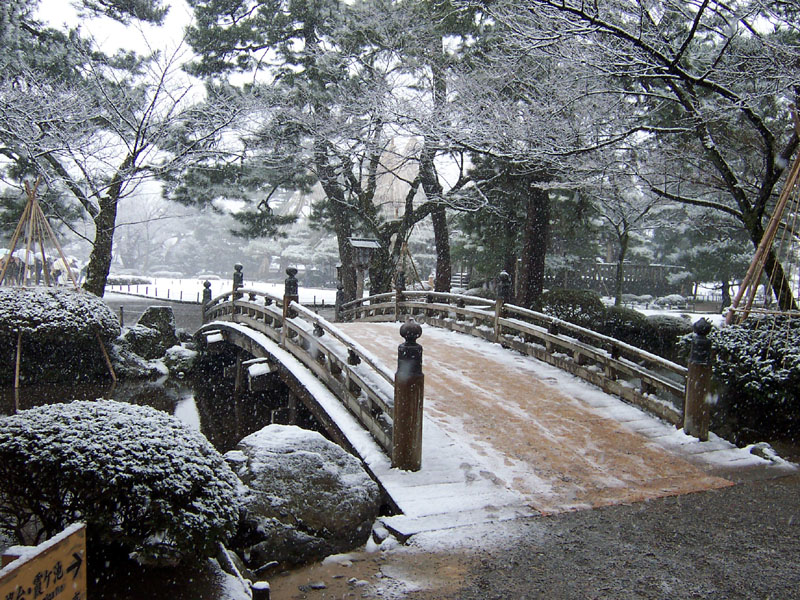
Мост в парке Кэнроку-эн

Парк Кэнроку-эн является самым большим парком Канадзавы и одним из трех самых известных парков Японии. Название Кэнроку-эн означает Сад шести достоинств (обширная территория, место уединения, возможности человека, налёт старины, течение воды и красивый пейзаж). Изначально это был сад замка Канадзава. Парк был создан в XVII веке и открыт для публики в 1875 году. На территории в 25 акров (100 000 м²) расположено множество деревьев (около 8750), цветов и других растений (всего 183 вида), пруды, водопады, ручьи, мосты. Среди достопримечательностей парка — древний фонтан и чайный домик.
Вода подается из удаленной реки по сложной системе водоснабжения построенной ещё в 1632 году. Зимой особый колорит парку Кэнроку-эн придают канаты, протянутые с вершин деревьев, для того чтобы уберечь их от обламывания под тяжестью снега.

### Замок Канадзава

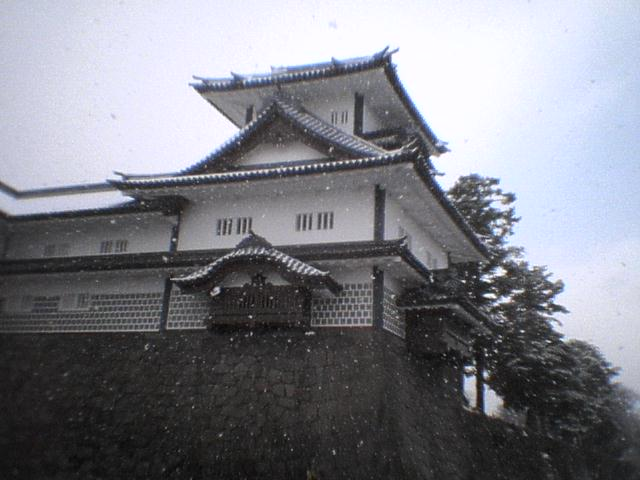
Замок Канадзава

Замок Канадзава является исторической основой города. Канадзавский замок был построен в 1592 году князем Маэда. Замок был сожжен в 1881 году. В настоящее время замок воссоздан и является исторической реконструкцией, кроме ворот Исикава. Они были построены в 1788 году. Замок не перестраивался с 1881 года.

### Нагамати
Район Нагамати расположен западнее развалин замков — старый район самураев с извилистыми улочками, вымощенными камнями и с большим количеством хорошо сохранившихся резиденций с черепичными крышами и глиняными стенами.
Особый интерес вызывает дом самурая Номура. Район также является центром шелка «Юдзэн», где представлен полный процесс окраски шелка для кимоно.

### Тэрамати
Район Тэрамати («город храмов») расположен южнее реки Сай, за пределами старой части города.

### Музеи Канадзавы
В Канадзаве расположено несколько музеев. На юге парка Кэнроку-эн расположено 4 музея. Рядом с резиденцией Сэйсон-акку расположен Музей традиционных изделий и ремесла. В нём экспонируются интересные коллекции лакированных изделий, керамики, шелка Юдзэн и музыкальных инструментов.
Музей искусств на юге парка содержит коллекции особой керамики Кутани, одежды из окрашенного шелка, каллиграфии, лаковых изделий и других традиционных искусств.
Музей памяти Накамуры экспонирует коллекции предметов для чайной церемонии, ремесленные изделия. Господин Накамура Еисюн был богатым местным виноделом.
В музее семьи Хонда выставлены оружие, посуда и другие предметы искусства этой семьи.
Также имеется «Музей XXI века», посвящённый современному искусству.

## Экономика
В Канадзаве находится штаб-квартира компании, экспортирующие бывшие в употреблении автомобильные запчасти Кайо сангё.

## Города-побратимы
- Иркутск, Россия — в честь города названа улица Канадзавы;
- Гент, Бельгия;
- Нанси, Франция;
- Буффало, США;
- Порту-Алегри, Бразилия;
- Сучжоу, Китай;
- Чонджу, Южная Корея.